# حماس بن القتيب
حماس بن القتيب الهمداني هو الحاكم الخامس للدولة الحاتمية الهمدانية، حكم في الفترة (1124 - 1132م)،  وتبعه حاتم بن أحمد بن عمران اليامي.